# Dennis Ferrer
Dennis Ferrer (Lissabon, 1970) is een Amerikaans dj, remixer en producer. Op 7 juli 2012 was hij een van de hoofdacts op Sensation in Amsterdam bij de première van de show Source of Light.